# Domingo de Ulloa
Domingo de Ulloa, OP (falecido em 1601) foi um prelado católico romano que serviu como Bispo de Michoacán (1598–1601), Bispo de Popayán (1591–1598), e Bispo da Nicarágua (1585–1591).

## Biografia
Domingo de Ulloa nasceu em Toro, Espanha, e foi ordenado sacerdote na Ordem dos Pregadores. Em 4 de fevereiro de 1585, foi nomeado durante o papado do Papa Gregório XIII como Bispo da Nicarágua e ordenado bispo em 1586. Em 9 de dezembro de 1591, foi nomeado pelo Papa Gregório XIII como Bispo de Popayán, onde permaneceu até ser transferido em 3 de abril de 1598, durante o papado do Papa Clemente VIII como Bispo de Michoacán, onde serviu até sua morte.
Enquanto bispo, foi o principal consagrador de Antonio Calderón de León, bispo de Porto Rico (1597), e Juan de Labrada, bispo de Cartagena (1597).